# Vega (Noruega)
Vega és un municipi situat al comtat de Nordland, Noruega. Té 1,221 habitants (2018) i la seva superfície és de 163.33 km². El centre administratiu del municipi és el poble de Gladstad. Els altres pobles del municipi són Holand i Ylvingen.
Forma part de la regió tradicional de Helgeland i va ser creada com un municipi l'1 de gener de 1838 (vegeu formannskapsdistrikt).
El municipi comprèn 6.500 illes de l'arxipèlag de Vega. Vega és també el nom de l'illa principal dins del municipi. Hi ha un hotel, anomenat «Vega Havhotell».

## Informació

### Nom
El municipi rep el nom per l'illa principal de Vega (nòrdic antic: Veiga). El nom probablement deriva de veig, que significa 'líquid' o 'fluid' (en referència als llacs i les maresmes de l'illa). El nom s'escrivia Vegø abans de 1891.

### Escut d'armes
L'escut és d'època moderna. Li fou concedit el 20 de novembre de 1987. El blasó mostra un bailer de color daurat en un vaixell sobre fons vermell. És una eina essencial per al municipi a causa de la seva dependència del mar. Un suggeriment anterior per al blasó de Vega mostrava la silueta negra d'un vaixell salpant sobre fons groc; ara és usat com el blasó del comtat de Nordland.

## Història
Els primers assentaments a l'illa principal es remunten a fa 10.000 anys, fent d'ell un dels llocs més antics habitats de la Noruega septentrional. L'agricultura i la pesca són actualment com eren en el passat: camps de treball clau. Els habitants d'avui es concentren a Holand, Tanca, Igerøy i Gladstad: la darrera és la ubicació del consell municipal i la major part del comerç de l'illa.

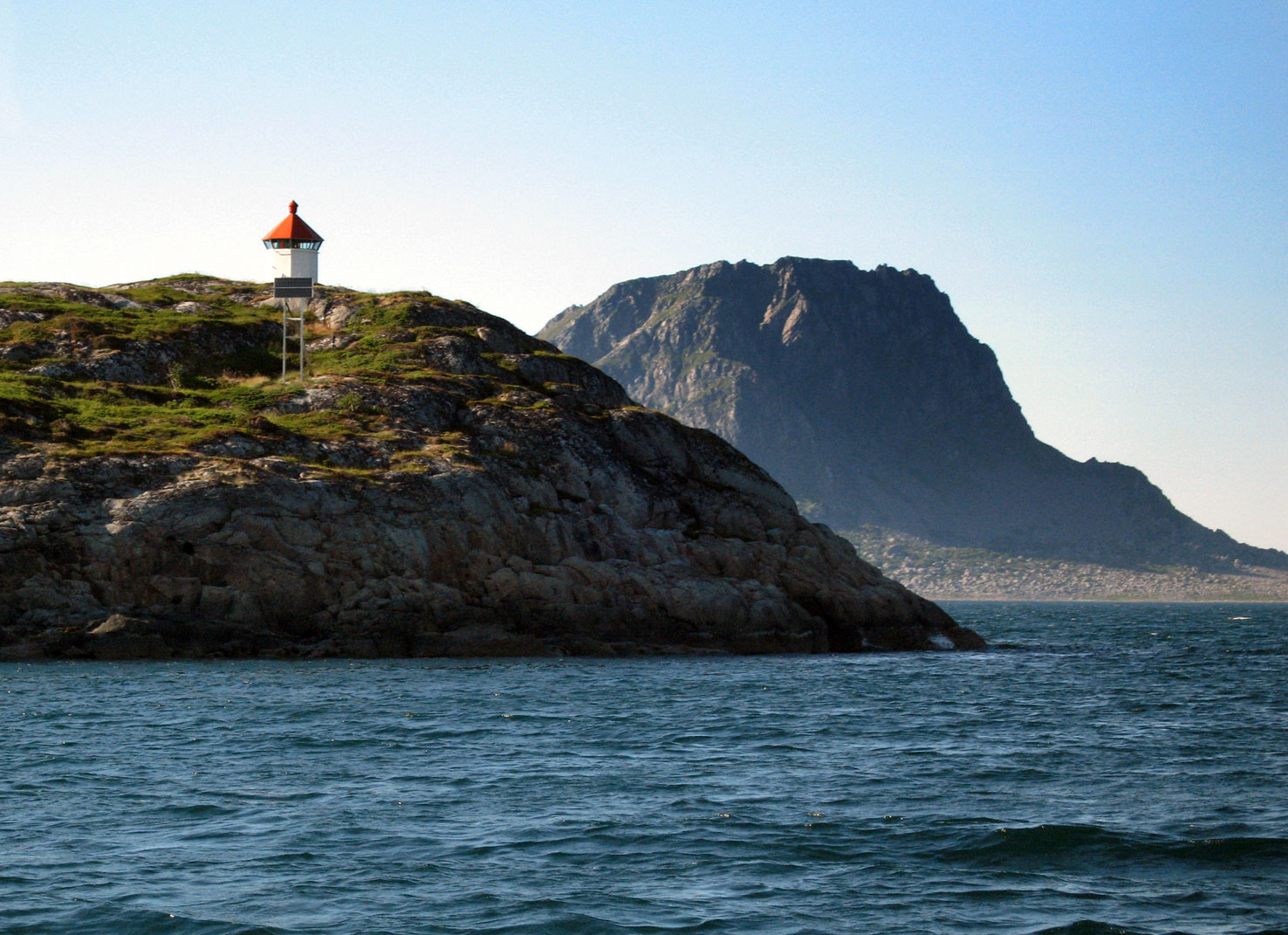
Illa de Sola

## Geografia
El 2004, el paisatge cultural de l'arxipèlag va ser inscrit per la Unesco a la llista del Patrimoni de la Humanitat com a representant de «la manera en què generacions de pescadors i grangers han fet, al llarg dels darrers 1.500 anys, mantenint una forma de vida sostenible en un paisatge marítim inhòspit prop del cercle polar àrtic, basant-se en l'actual pràctica única de la recol·lecció de plomes d'Eider». El clima oceànic i els coneixements calcaris ha permès a 10 espècies diferents d'orquídia créixer a Vega, així com 210 espècies d'ocells han estat documentades a l'arxipèlag.
La reserva natural d'Eidemsliene té moltes espècies de plantes amants de la calor i el bosc de  pi silvestre de la Noruega septentrional. La reserva natural d'Holandsosen és una important zona d'aiguamolls amb un llac poc profund i sòl ric en calcària; s'han observat en aquesta reserva 149 espècies d'aus amb una rica vida aviària al llarg de tot l'any (molts ocells la usen com casernes d'hivern). La reserva natural de Lånan conserva molts tipus de naturalesa costanera i és una zona molt important per a diverses espècies d'aus; la recol·lecció de plomes d'Eider encara es practica aquí.